# Anna Astrid van Oostenrijk-Este
Aartshertogin Anna Astrid van Oostenrijk-Este (Brussel, 17 mei 2016) is het eerste kind van prins Amedeo van België en Elisabetta Maria Rosboch von Wolkenstein.
Ze is het eerste kleinkind van prinses Astrid van België en prins Lorenz, aartshertog van Oostenrijk-Este, en het eerste achterkleinkind van koning Albert II van België en koningin Paola.

## Geboorte
De geboorte van Anna Astrid werd op 12 april 2016 aangekondigd door het paleis.
Anna Astrid werd geboren op 17 mei 2016 om 03:30 uur in het UMC Pieter te Brussel. Bij de geboorte woog ze 3,3 kilogram en was ze 52 centimeter groot.
Drie dagen na de geboorte, op 20 mei, werd zij voorgesteld aan de pers. Anna Astrid is vernoemd naar:
- Anna is de naam van haar grootmoeder langs moederszijde, gravin Anna Maria Smecchia
- Astrid is de naam van haar grootmoeder langs vaderszijde, prinses Astrid van België

## Troonopvolging
Anna Astrid staat op de zevende plaats in de lijst om de troonopvolging van België. Zij is de eerste persoon in de Belgische geschiedenis die op deze lijst komt die geen prins van België is. Haar recht op erfopvolging is evenwel omstreden, doordat haar ouders niet tijdig de grondwettelijk vereiste toestemming voor hun huwelijk hebben verkregen. Volgens sommige specialisten is het koninklijk besluit waarin de toestemming wordt gegeven ongrondwettelijk en kan het recht op troonopvolging enkel volgens artikel 85 van de Belgische Grondwet met instemming van Kamer en Senaat hersteld worden. Bovendien zijn haar ouders niet van plan om met terugwerkende kracht regeringstoestemming te vragen voor hun huwelijk, waardoor ze automatisch geen troonopvolgster meer kan zijn. Anna Astrid staat niet op de lijn van de Habsburgse troonopvolging, volgens de Salische wetgeving wordt haar vader opgevolgd door haar broer aartshertog Maximilian van Oostenrijk-Este. Tot aan diens geboorte in 2019 was dit haar oom, aartshertog Joachim.